# 立花菜恵
立花 菜恵（たちばな なえ、1983年4月10日 - ）は、広島県出身の舞台女優、ダンサー、ガールズユニットRuntyのメンバー、埼玉ブロンコスのチアリーディング・チームブロンコスチアリーダーズのメンバー。

## 略歴・人物
愛称は「ハナ」。身長154cm、血液型はB型。
6歳より新体操を始め、その後バレエ、ジャズダンス、タップダンスとダンスの才能を開花させる。また、幼いながら出演したミュージカルをきっかけに舞台に多数出演。講師陣に数十年に一人の逸材と言わせたと言われる実力を兼ね備える。
2003年―2006年には倉敷チボリ公園にてエンターテイナーとして活躍し人気を博するが、チームの解散と同時に活動の場を関東へと移す。
主な所属をせず個人での活動を行っていたが、元東京メッツのメンバーであり、同じブロンコスチアリーダーズのメンバーでもある新田千尋(Chii)、安藤亜実(Ami)と共にダンス＆ボーカルグループ「Runty」の“Hana”として活動。
2007年ー現在、サンリオ外部公演サンリオファミリーミュージカルにMC、ダンサーとして出演。
また、2008年ー2012年にはbjリーグ埼玉ブロンコスにてブロンコスチアリーダーズのメンバーとしても活動。
趣味は寝ること。特技はジャグリング。

## 出演

### 舞台
- 愛 From JAPANミュージカル「眠れない夜」 ヒロイン　マリィ・ガーショ役
- MUSICAL風HIROSHIMA民話劇「あまんじゃく」
- ハローキティのメリークリスマス
- ハローキティ＆ミミィのハッピーフレンドクリスマス
- サンリオハローキティのドリームミュージカル
- サンリオハローキティのラブリーステージ
- サンリオハローキティのドリームトラベラー

### テレビ
- OHK「あいらぶCAFE」

### ラジオ
- TWILIGHT　PAVEMENT
- アンジェラ・アキ Radio Calling（ゲスト出演）
- 中西圭三 SOUND PARK（ゲスト出演）

### モデル
- チボリウェディング　専属ウエディングモデル
- 長谷川理恵「IN　WEAR」 新作ファッションショー